# Мигес Гонсалес, Мануэль
Святой Мануэль Мигес Гонсалес (исп. Manuel Míguez González, 24 марта 1831, Ксамирас, Оренсе — 8 марта 1925, Хетафе, Мадрид, Испания), в монашестве Фаустин Боговоплощения (Фаустино де ла Энкарнасьон; исп. Faustino de la Encarnación) — испанский священник-пиарист. 
Имел внушительную репутацию пастора, посвятившего себя образованию и науке. Применял научные знания для создания натуральных лекарств для обращавшихся к нему больных. Увидев страдания неграмотных и отвергнутых обществом женщин, в 1885 году основал религиозную конгрегацию «Дочери божьей пастушки» (более известна как Каласанцианский институт), которая занималась просвещением девочек. Его орден получил епархиальное одобрение от архиепископа Севильи 12 июня 1889 года, а затем папский указ от Папы Пия X 6 декабря 1910 года, прежде чем получить его полное одобрение в 1912 году
Папа Иоанн Павел II беатифицировал Мигеса 25 октября 1998 года. Папа Франциск причислил его к лику святых на мессе на площади Святого Петра 15 октября 2017 года.
День памяти — 8 марта.